# Bazar-e Panjwai
Bazar-e Panjwai est un village d'Afghanistan qui est le centre administratif du district de Panjwai dans la province de Kandahâr au sud de la rivière Arghandab. Le village est à une altitude de 950 m.

## Annexe